# Кочетов, Иван Иванович
Иван Иванович Кочетов (1915—1978) — советский техник-строитель. Лауреат Ленинской премии (1962), Заслуженный строитель РСФСР, член КПСС (1944).

## Биография
Иван Кочетов родился в 1915 году. После окончания в 1938 году Свердловского строительного техникума работал в Орске строительном тресте «Южуралтяжстрой». С 1949 по 1954 год работал в тресте «Стерлитамакстрой». С 1954 года работал в Москве в системе Главмосстроя. С 1960 года — управляющий трестом Мосстрой № 4, проработал на этой должности 11 лет.
Под руководством И. И. Кочетова в Москве было построено множество уникальных сооружений, в числе которых Кремлёвский Дворец съездов, стадион «Лужники», гостиница «Россия», главное здание МГУ, здания на Новом Арбате и другие.
Член КПСС с 1944 года, делегат XXV съезда КПСС (1976).
Жила в Москве по адресу: улица Грановского, 5. Умер 6 октября 1978 года после продолжительной болезни.

## Награды и звания
- Ленинская премия (1962) — за участие в проектировании и строительстве Кремлёвского Дворца съездов[1]
- Заслуженный строитель РСФСР[2]
- Два ордена Ленина[2]
- Два ордена Трудового Красного Знамени[2]
- Орден Красной Звезды[2]